# Alexis Philanthropénos
Ne doit pas être confondu avec Alexis Doukas Philanthropène.
Alexis Philanthropène ou Alexis Philanthropénos (en grec : Ἀλέξιος Φιλανθρωπηνός) est un noble et un général byzantin s'illustrant au début des guerres byzantino-ottomanes. Il remporte plusieurs des derniers succès byzantins contre les émirats turcs en Asie Mineure.

## Biographie

### Premières années et famille
Alexis, le deuxième fils de Michel Tarchaniotès, à la fois protovestiaire et grand domestique, est né vers 1270. 
Sa mère dont le prénom est inconnu, appartient à la noble famille des Philanthropènes, qui s'affirme à la fin de la deuxième moitié du XIIIe siècle. Elle est la fille du protostrator et mégaduc Alexis Doukas Philanthropène. 
Du côté de son frère, Alexis est apparenté à la famille impériale par sa grand-mère, Martha Paléologue, une sœur de l'empereur Michel VIII Paléologue. 
Alexis se marie avec Théodora Acropolite, la fille de Constantin Acropolite et petite-fille de l'historien Georges Acropolite. Ils ont un fils, Michel Philanthropène.

### Premières campagnes en Asie et révolte
L'empereur Andronic II Paléologue organise la défense des possessions anatoliennes de l'Empire byzantin contre les émirats turcs au début des années 1290. Il espère rétablir le système des akrites et installe des réfugiés originaires de Crète vénitienne dans des colonies militaires le long de la frontière et nomme Alexis duc des Thracésiens. En outre, il reçoit la haute distinction de pinkernès,.
Alexis dirige ainsi l'ensemble des possessions byzantines en Asie, à l'exception de la côte ionienne. Toutefois, sa principale zone de responsabilité, c'est l'intérieur du vieux thème des Thracésiens qui comprend les régions sud-est de l'Anatolie byzantine. Un homme du nom de Libadarios le seconde et se voit délégué son autorité dans le Nord. 
Au cours des deux années suivantes, basé à Nymphaion, Alexis obtient plusieurs victoires dans la vallée du fleuve Méandre. Il parvient à mettre fin aux raids turcs et pénètre dans l'émirat de Menteşe, reprenant la forteresse de Mélanoudion, les villes de Milet et Achyrous. Plusieurs Turcs se joignent à son armée et de nombreux prisonniers sont faits durant ses campagnes. Le moine et érudit Maxime Planude écrit qu'un « mouton est bien plus cher qu'un prisonnier musulman ». Ses succès le rendent populaire auprès des habitants de la région qui commencent à lui suggérer qu'il pourrait devenir lui-même empereur. Dans un premier temps, Philanthropène refuse de tenir compte de leurs avis et demande même à Andronic d'être transféré hors d'Anatolie, sans succès.
Finalement, à l'automne 1295, Alexis se soulève contre Andronic. Les circonstances et les raisons exactes de ce changement restent floues mais la révolte est facilitée par le mécontentement des provinces asiatiques contre les lourdes taxes, ainsi que contre le désintérêt que semblent manifester les Paléologues pour la défense de l'Asie. La rébellion d'Alexis est clairement soutenue par le peuple comme le raconte Georges Pachymères  : « Dans les monastères [...], le nom de l'empereur n'est plus commémoré, c'est celui de Philanthropène qui prend sa place ». À Éphèse, Alexis capture Théodore Paléologue, le frère de l'empereur mais ne parvient pas à s'assurer du soutien de tous les gouverneurs provinciaux. Ainsi, Libadarios, le beau-frère de Théodore, reste loyal à Andronic. Des négociations s'entament dans lesquelles l'empereur offre le titre de césar à Alexis pour lui procurer un faux sentiment de sécurité, alors qu'il se prépare à se débarrasser de lui. Peu avant Noël 1295, Libadarios persuade des soldats crétois de s'emparer d'Alexis et de l'aveugler, le châtiment réservé aux rebelles,.

### Au secours de Philadelphie
Alexis est remplacé à son poste par Jean Tarchaniotès, cousin d'Andronic II. Il disparaît alors des sources durant trente années. Ses successeurs sont loin d'égaler ses succès et, en 1323, les possessions byzantines en Asie se sont considérablement réduites. C'est à ce moment que le patriarche Isaïe de Constantinople presse Andronic de rappeler le vieux général. L'empereur désespéré pardonne à Alexis en 1324 et le charge de venir en aide à la ville byzantine de Philadelphie, isolée depuis quelques années. Il ne dispose d'aucune armée mais selon les chroniqueurs byzantins, la simple nouvelle de son approche suffit à obtenir la levée du siège. En effet, ses exploits passés suscitent encore la crainte. Alexis est alors nommé gouverneur de la ville, un poste qu'il conserve jusqu'en 1327.

### Campagne à Lesbos
En 1335, l'île byzantine de Lesbos, d'une grande importance stratégique, est prise par une armée latine dirigée par le seigneur génois de Phocée, Domenico Cattaneo. L'empereur Andronic III Paléologue lève une flotte de 83 navires pour reconquérir l'île. Elle arrive à destination en juin 1336 et débarque une armée dirigée par Alexis Philanthropène qui contrôle rapidement la totalité de l'île à part la capitale Mytilène. Le siège dure jusqu'en novembre, date à laquelle Domenico capitule, rendant Lesbos et Phocée à l'Empire byzantin. 
Alexis est grandement célébré par les chroniqueurs contemporains comme Nicéphore Grégoras qui l'appelle le « Bélisaire de l'ère Paléologue » et est nommé gouverneur de l'île, où il vit jusqu'à sa mort qui intervient probablement dans les années 1340.